# KENCHI
橘KENCHI（1979年9月28日—）是日本的舞者、演員。EXILE及EXILE THE SECOND表演者。原J Soul Brothers。
神奈川縣橫濱市出生，於橫須賀市成長。所屬事務所為LDH。

## 來歷
在電視上看了「舞蹈甲子園」後，想令自己變得也能擅長跳舞，於是從18歲開始跳舞。
2002年與在横須賀的TETSUYA等人組成4人舞蹈團體「POLY-3」，在横濱、横須賀、東京為中心的會所活動等持續活動，其間與AKIRA相識。並參與了2004年9月放浪兄弟所主演的舞台劇｢HEART OF GOLD～STREET FUTURE OPERA BEAT POPS～｣的演出。
2005年1月，因演出舞台劇的契機與KEIJI(當時稱為KJ)、TETSUYA(當時稱為BATTA)及SORI-KEN組成舞蹈團體「FULCRUM」。
2006年5月至7月參加了「武者修行」巡迴演出。同年參加了電影「BACK DANCERS勁舞女孩」演出。當時也擔任時裝雜誌的模特兒及在舞蹈學校｢EXPG｣中擔任舞蹈講師。
2007年1月25日，成為新生(二代目)「J Soul Brothers」的成員並開始活動。
2009年3月1日加入放浪兄弟。
2012年7月1日開始成為「THE SECOND from EXILE」的成員並與EXILE成員身份並行活動。
2014年7月、隨EXILE「第四章」開始，藝名由KENCHI改為橘KENCHI(橘ケンチ)。
2015年12月4日、就任為THE SECOND from EXILE (現EXILE THE SECOND)的隊長。

## 人物
- 横須賀市立鷹取中學畢業[2]。
- 神奈川縣立追海濱高級中學畢業。畢業後讀河合塾[3]。
- 明治大學理工學院電氣電子工程專業畢業。曾經研究電動汽車[4]。
- 有學習北京話，在參加中國舉行的演唱會活動中於EXILE演出的時候，KENCHI用此來打招呼[5]。
- 在EXILE的冠番組內扮演了各種各樣的角色（『EXILE GENERATION（日语：EXILE GENERATION）』是KENCHI特派員、『EXE（日语：EXE (テレビ番組)）』『EXILE魂』是KENCHI MAN）。
- 與上地雄輔是從學生時代開始的朋友[6]。
- 他愛好讀書，並於2017年6月創辦了「	Tachibana書店」。他還經營圖書介紹網站和書展[7]。
- 他也對日本清酒有著深厚的造詣[8]。2016年10月，他創立了「SAKE PROJECT」。

## 參加團體
- POLY-3（2002年 - 不明）
- FULCRUM（2005年 - 2006年）
- RED BLOCKERZ（2006年 - 不明）[9]
- (二代目)J Soul Brothers（2007年1月25日 - 2009年3月1日）
- EXILE（2009年3月1日 - ）
- EXILE THE SECOND（2012年 - ）

## 演出
與EXILE相關的演出請參考EXILE#演出
※角色名字顯示為 粗字體即表示為主角 

### 舞台
- HEART of GOLD 〜STREET FUTURE OPERA BEAT POPS〜（2004年9月）
- 劇團EXILE 第二回公演「CROWN 眠らない夜の果てに…」（2008年5月）
- 劇團方南ぐみ 企画公演「あたっくNo.1」（2009年1月） 飾演 村松秀明 軍医大尉
- 劇團EXILE JUNCTION＃1「Night Ballet」（2010年3月）  飾演 大賀／三宅
- 朗讀劇「もしもキミが。」（2011年4月 - 5月） 飾演 '優基
- 劇團EXILE W-IMPACT「赤壁 〜戰〜」（2011年8月） 飾演 孫權
- キバコの会 第三回公演「ギターを待ちながら」（2012年2月） 飾演 栗沢マコト
- 劇團方南ぐみ×劇團EXILE「あたっくNo.1」（2012年8月 - 9月） 飾演 寺内中尉
- 朗讀劇「LOVE LETTERS 2012 22nd Anniversary」（2012年9月24日） 飾演 アンディ
- キバコの会 第四回公演「ギターを待ちながら」～やったぜ！本多スペシャル！～（2013年2月）
- 劇團EXILE「あたっくNo.1」（2013年8月 - 9月）飾演 寺内一郎中尉
- 熱海殺人事件 Battle Royal（2014年2月 - 3月）飾演 木村伝兵衛
- 劇團EXILE「歌姫」（2014年3月）飾演 クロワッサンの松
- 吸血鬼德古拉（2015年4月） 飾演 德古拉伯爵 [10][11]
- 方南ぐみ企画公演朗読劇「逢いたくて…」（2016年9月17日）

### 電影
- バックダンサーズ!（2006年）
- 劇場版SPEC〜結〜（2013年）飾演 福田健太郎
- ROAD TO HiGH&LOW（2016年） - 飾演 二階堂
  - HiGH&LOW THE MOVIE（2016年）
- 任侠野郎（2016年）飾演 武藤

### 戲劇
- ろくでなしBLUES（日本電視台、2011年7月 - 9月）飾演 前田富士雄
- QP（日本電視台、2011年10月 - 12月）飾演 マリオ
- STAR MAN 這顆星上的戀愛（關西電視台、2013年7月 - 9月）飾演 佐竹幸平
- 僕らはみんな死んでいる♪（2014年7月 - 、TBS）飾演  高橋大樹
- HiGH＆LOW-THE STORY OF S.W.O.R.D.- 飾演 二階堂
  - HiGH&LOW Season2（2016年4月 - 6月）
- ナイトヒーロー NAOTO 第9集（2016年6月、東京電視台）- 片尾舞蹈表演[12]

### 網络劇
- 減量ボクサー（BeeTV、2009年）飾演 パンチョ田村
- 僕らはみんな死んでいる♪（NOTTV、2013年12月 - ）飾演 高橋大樹

### 電視節目
- 週刊EXILE（TBS電視]、2011年1月 - ）MC
- EX-LOUNGE（日语：EX-LOUNGE）（TBS、2012年11月 - 2013年3月）MC
- リトル・チャロ4 英語で歩くニューヨーク（日语：リトル・チャロ4 英語で歩くニューヨーク）（2013年4月 - 12月 NHK E頻道)

### 廣播
- OH! MY RADIO（J-WAVE、2009年10月 - 12月）
- RADIO MASHUP（Fm yokohama、2011年10月 - ）

### 廣告
- recruit「HOTPEPPER美食」（2011年）
- 富士通「ARROWS」（2012年）
- ANGFA「SCALP-D」（2012年8月 - ）
- 久光製藥「AIR SALONPAS」（2013年）
- 日本可口可樂 「零系可口可樂」（2013年）
- 第一興商「SmartDAM」（2013年）
- 洋服の青山（2015年）[13]

### 雜誌連載
- 月刊ザ・テレビジョン  （2014年12月号 - 、株式会社KADOKAWA） [14]

### 其他
- 横須賀盛り上げ大使（2016年10月 - 2018年10月）[15][16]
- 第2回 ショートショート大賞（2017年） - 大使 [17]

## 備註
1. ↑  2012年6月24日廣播『RADIO MASHUP』
2. ↑  . タウンニュース. 2013-03-08  [2013-07-21]. （原始内容存档于2013-06-05）.
3. ↑  2012年6月19日播映『浜ちゃんが!』
4. ↑  『JUNON』 2012年12月号 P70
5. ↑  .   [2013-01-05]. （原始内容存档于2019-06-24）.
6. ↑  「雲が好き♪」 （页面存档备份，存于）上地雄輔オフィシャルブログ
7. ↑  . サイゾーpremium. 2018-06-19  [2018-07-02]. 已忽略文本“和書 ” (帮助)
8. ↑  . Astage-アステージ-. 2019-04-09  [2019-05-27]. 已忽略文本“和書 ” (帮助)
9. ↑  「10月になって…」 （页面存档备份，存于）MADHANDブログ
10. ↑  . マイナビニュース. 2015-02-16  [2015-02-17]. （原始内容存档于2017-02-03）.
11. ↑  . WWSチャンネル.   [2015年4月10日]. （原始内容存档于2015年4月15日）.
12. ↑  . モデルプレス. 2016-03-19  [2016-03-19]. （原始内容存档于2019-06-18）.
13. ↑  . EX FAMILY. 2015-10-01  [2015-10-04]. （原始内容存档于2015-10-05）.
14. ↑  . ザテレビジョン.   [2015-09-30]. （原始内容存档于2016-03-23）.
15. ↑  . 横須賀市ホームページ. 2016-10-05  [2016-10-05]. （原始内容存档于2016-10-06）.
16. ↑  . 神奈川新聞ニュース. 2016-10-06  [2016-11-05]. （原始内容存档于2016-10-09）.
17. ↑  .   [2020-09-26]. （原始内容存档于2018-02-02）.

## 外部連結
- KENCHI｜PROFILE｜EXILE Official Website （页面存档备份，存于）
- KENCHI的Facebook專頁
- Kenchi Tachibana的X（前Twitter）
- Kenchi Tachibana的Instagram帳戶
- KENCHI的新浪微博